# Harold Avella
Harold Duván Avella Patiño (19 de diciembre de 1988) es un deportista colombiano que compite en taekwondo. Ganó una medalla de bronce en los Juegos Panamericanos de 2015, y dos medallas de plata en el Campeonato Panamericano de Taekwondo en los años 2012 y 2014.

## Palmarés internacional
| Juegos Panamericanos    | Juegos Panamericanos    | Juegos Panamericanos | Juegos Panamericanos |
| Año                     | Lugar                   | Medalla              | Categoría            |
| ----------------------- | ----------------------- | -------------------- | -------------------- |
| 2015                    | Toronto (Canadá)        | Medalla de bronce    | –58 kg               |
| Campeonato Panamericano |                         |                      |                      |
| Año                     | Lugar                   | Medalla              | Categoría            |
| 2012                    | Sucre (Bolivia)         | Medalla de plata     | –54 kg               |
| 2014                    | Aguascalientes (México) | Medalla de plata     | –54 kg               |